# Banchetto etrusco

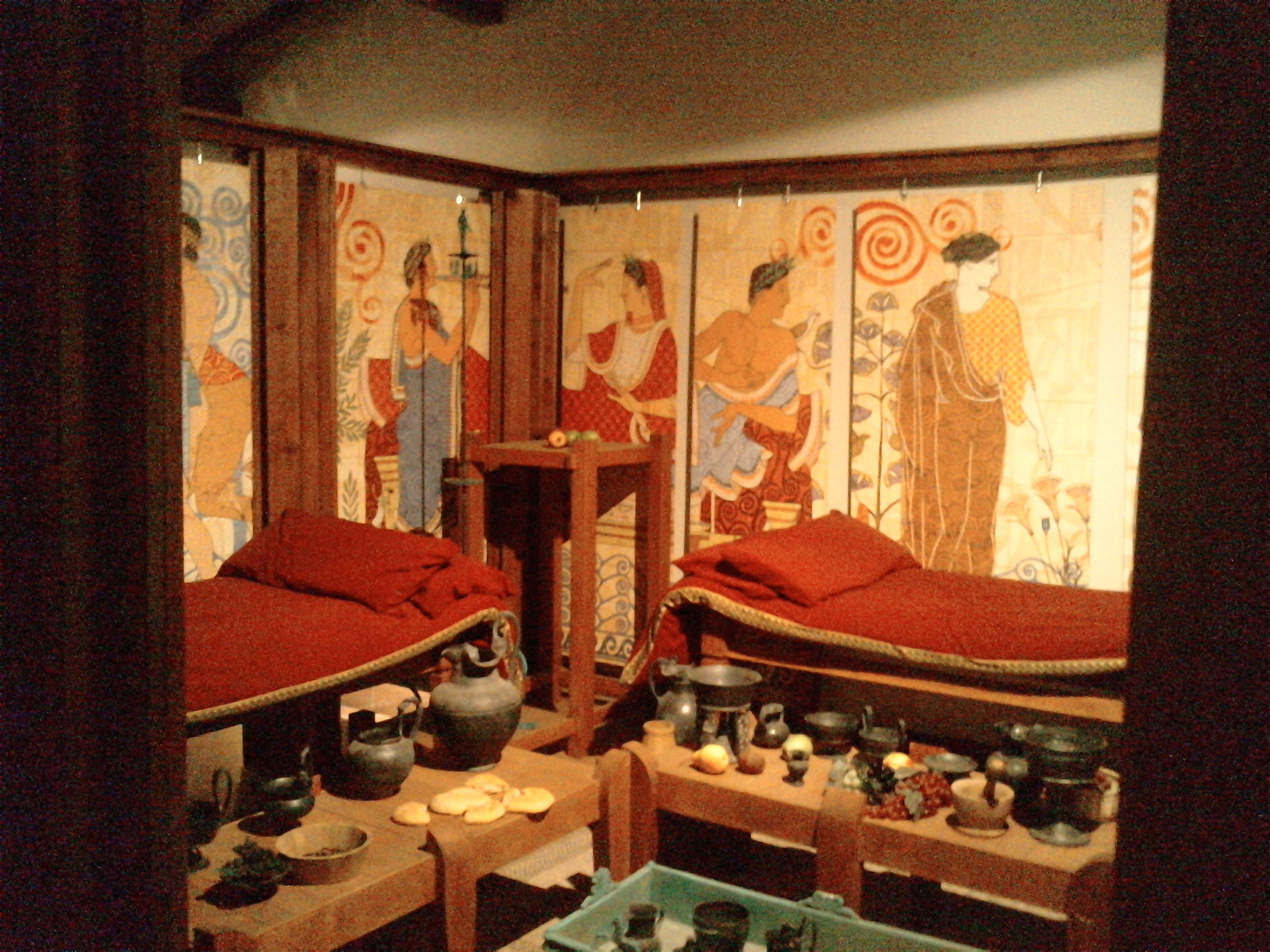
Ricostruzione di un simposio etrusco nel museo di Chianciano Terme.

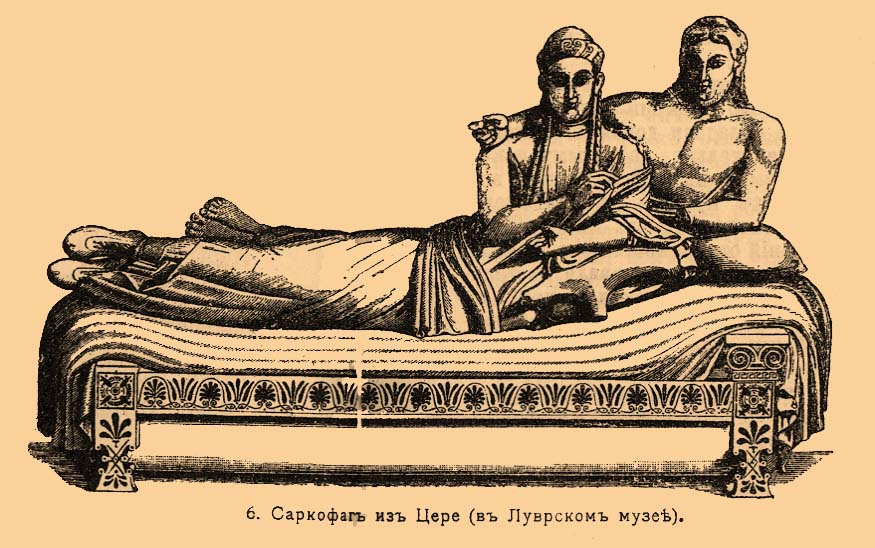
Incisione dal Dizionario enciclopedico Brockhaus ed Efron.

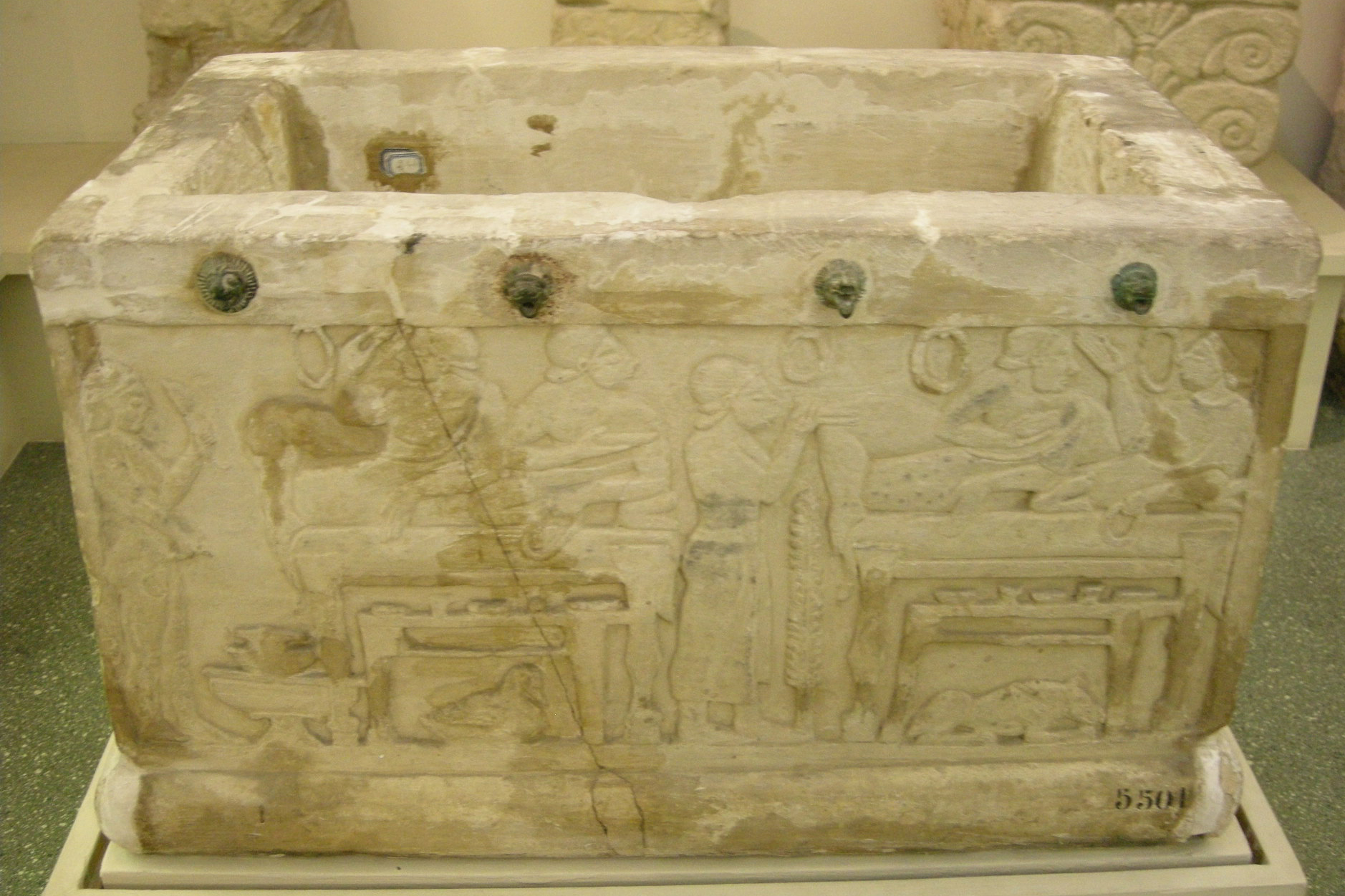
Scena di banchetto su cassa di sarcofago Chiusi.

Il Banchetto etrusco è un tema ricorrente nell'iconografia dell'arte etrusca oltre ad essere un fatto della loro vita quotidiana.

## Significato
Questa scena del simposio rappresenta un momento della vita quotidiana tra gli etruschi, dove vediamo i protagonisti del pasto della gens sdraiato sui loro klìne, da soli o accompagnati dalle loro mogli come nel Sarcofago degli sposi di Villa Giulia e quello assai simile conservato al Louvre.
I Greci (riportati dagli autori latini) vi vedono alcuni dei segni dell'"Etrusco truphè", la loro decadenza per la loro presunta pigrizia e opulenza (profilo del " Obeso "). Vi vedono morali depravati (tra gli antichi greci le donne che accompagnano i commensali non possono essere che prostitute o cortigiane).
Le uniche tracce dirette e formali della civiltà etrusca giunte fino a noi essendo gli unici corredi funerari, questa rappresentazione è spesso quella destinata al defunto per accompagnarlo nel suo viaggio nell'aldilà. Si trova su mobili funerari (ceramiche, bassorilievi...) e soprattutto, unico nel mondo antico, sui coperchi figurati dei loro sarcofagi in pietra o terracotta (materiale vicino alla tecnica della terracotta), e quelle delle loro urne cinerarie in marmo o alabastro (museo Guarnacci di Volterra).
Nel caso della rappresentazione funeraria del defunto eroico emergono diversi significati:
- Ricordo della vita reale (la memoria), così il Sarcofago dell'Obeso esprime la dignità di magnate e la ricchezza, opulenza del defunto prima della sua morte
- Immagine della vita soprannaturale ("banchetto dell'eternità"),
- Riproduzione del pasto offerto dai vivi a data fissata in memoria dei vivi (commemorazione),
- Pasto offerto alle divinità (ex-voto)

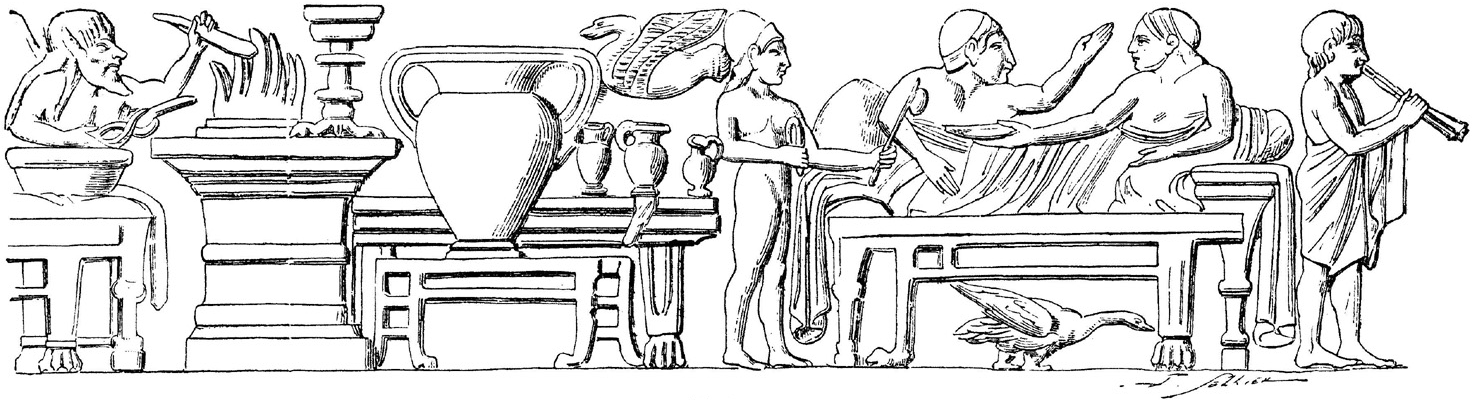
Rilievo di affresco a Chiusi.

## Coperchi del sarcofago

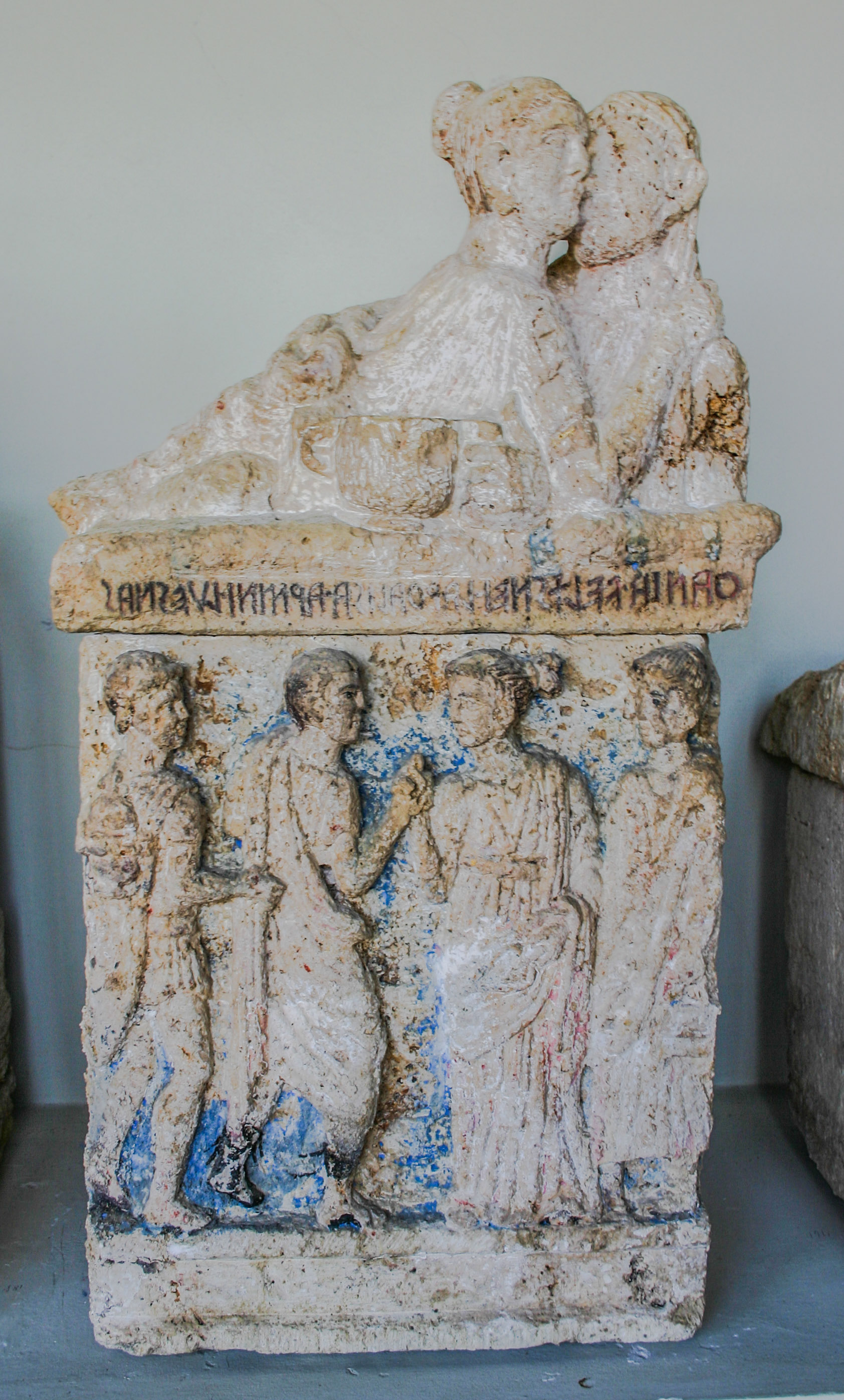
Sproporzione del corpo nella rappresentazione (Pérouse).

Sulle palpebre dei sarcofagi figurati la posa è intima e limitata a uno o due dei defunti:
Il defunto, o il defunto, adotta la posa semisdraiata (sdraiato, appoggiato su un gomito, la mano che tiene una tazza di libagione). Le coppie sono più o meno intrecciate. La voluta sproporzione delle diverse parti dei corpi esprime l'esigenza di rappresentazione più simbolica che realistica.
I musei italiani dedicati alle spoglie etrusche hanno un gran numero di queste rappresentazioni:
- 600 urne cinerarie in marmo o alabastro provenienti dal Museo Guarnacci di Volterra
- I sarcofagi del Museo archeologico nazionale di Tarquinia in nenfro, in terracotta, dipinti o meno.
- i sarcofagi istoriati e figurati del Museo archeologico nazionale dell'Umbria di Perugia,
- I sarcofagi degli Sposi di Roma (villa Giulia), Parigi (Musée du Louvre), Volterra.
- Una posa più distante nel sarcofago del sito della Necropoli della Pedata di Chianciano Terme.

|  |  |
|  |  |

## Affreschi tombali

Affresco di banchetto dalla Tomba dei Leopardi di Monterozzi, trasferito a Tarquinia

Meno intime, le scene del banchetto negli affreschi delle tombe contengono più indicazioni sulla vita degli Etruschi poiché banchettavano insieme secondo il principio del triclinium, circondati da familiari, servi e dai il pasto è allietato da ballerini e musicisti.
- tra le 200 tombe dipinte della Necropoli di Monterozzi

## Ceramica
La ceramica permette anche di scoprire alcune pratiche durante il banchetto: come il gioco del kottabos durante il consumo del vino.

## Bassorilievi
Alcuni rari bassorilievi a sarcofago rappresentano il banchetto e un piatto di copertura in terracotta di Murlo dal sito di Poggio Civitate.

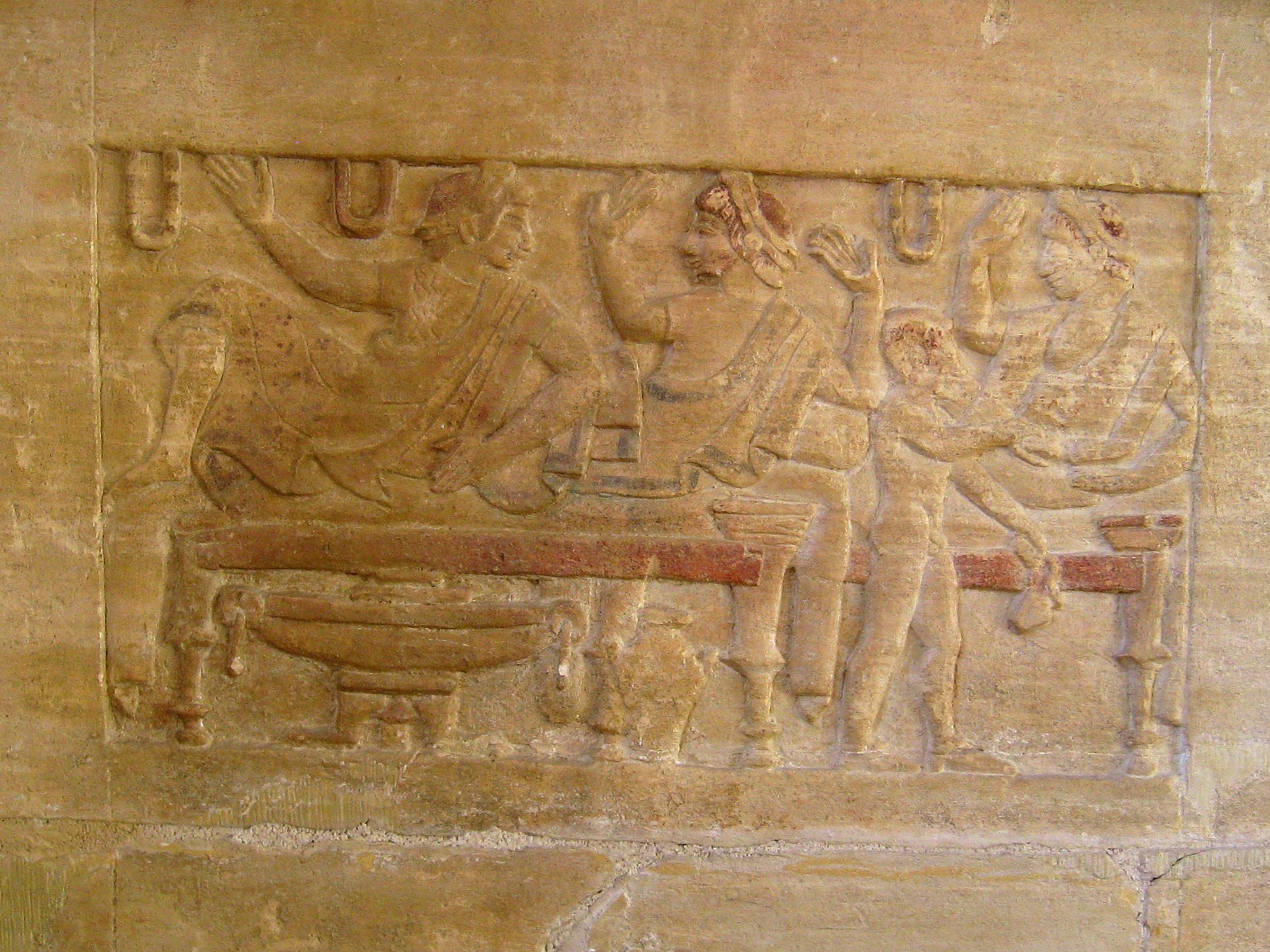
Bas-relief du musée de Pérouse.
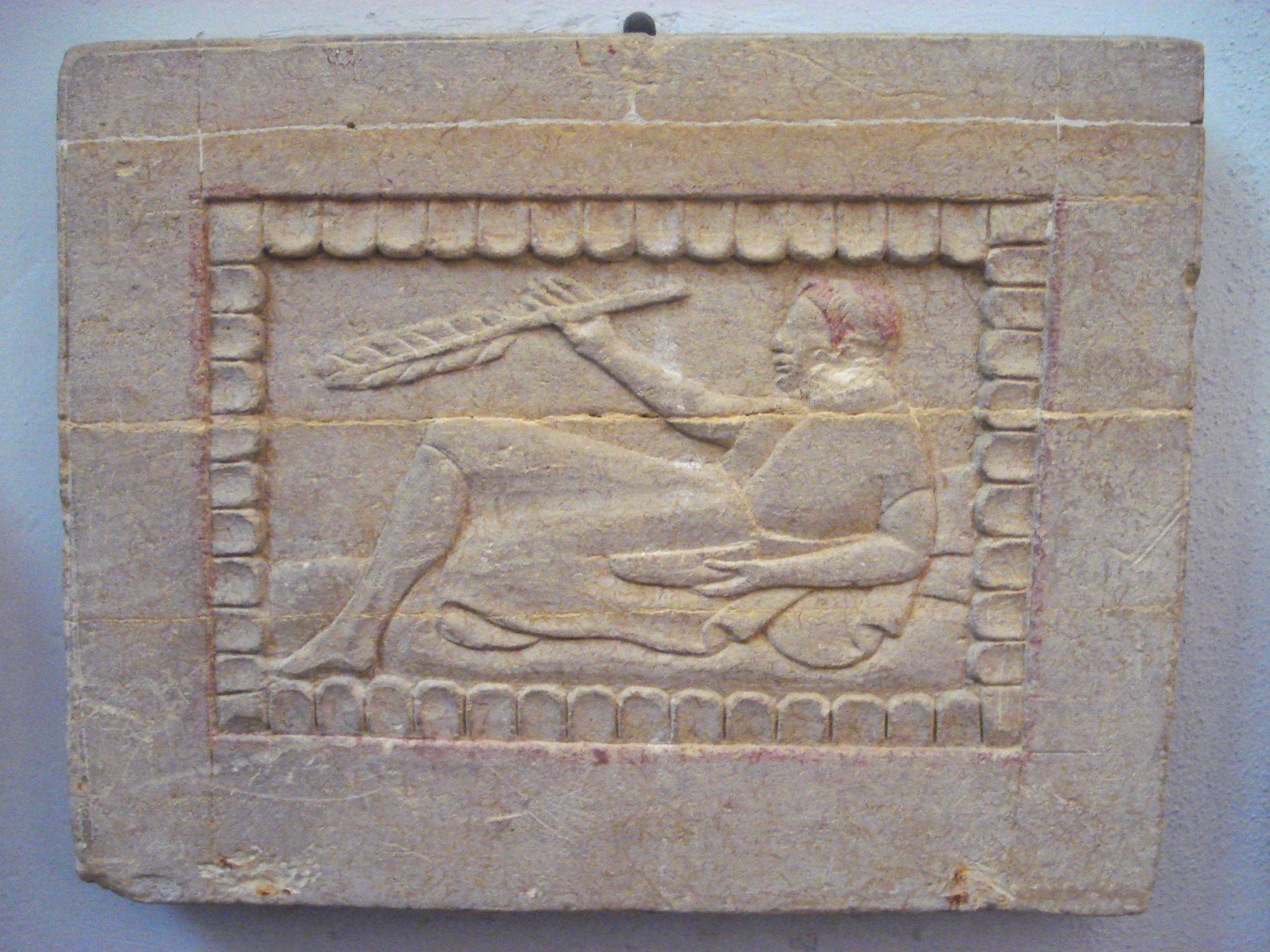
Bas-relief du musée de Palerme.

## Riferimenti a queste opere

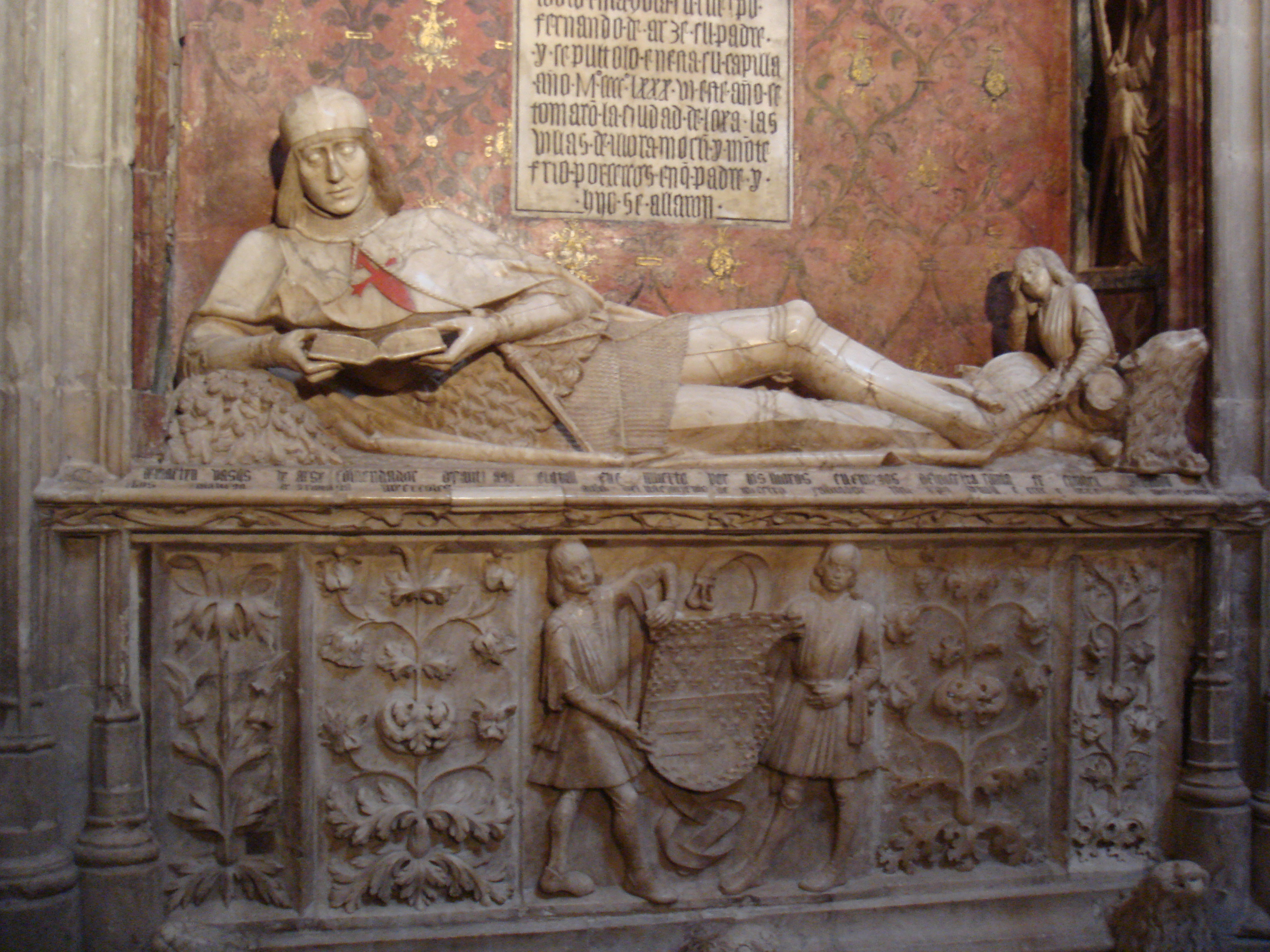
Tomba di Martín Vázquez de Arce a Sigüenza.

La posa del banchetto etrusco ha ispirato numerose altre opere funerarie della storia moderna (tomba di Martín Vázquez de Arce nel 1488, il sarcofago figurato di Angelo Marzi de Medici di Francesco da Sangallo a Firenze